# Жарминский район
Жарми́нский район (каз. Жарма ауданы, ранее Джарминский район) — район в центре  Абайской области в Казахстане. Административный центр района — село Калбатау.

## География
Район расположен в центральной части Абайской области. Граничит на западе с Абайским районом, на северо-западе — с Жанасемейским районом , на северо-востоке — с Уланским районом, на востоке — Кокпектинским районом, на юго-востоке — с Аксуатским районом, на юге — с Аягозским районом.
Территорию района пересекают: Туркестано-Сибирская железнодорожная магистраль и железнодорожная линия Шар—Защита; автомагистрали государственного значения Алматы—Риддер и Омск—Майкапчагай. Протяженность автомобильных дорог района составляет 1033,5 км.
Рельеф территории мелкосопочно-равнинный, на востоке горный (хребет Калба). Сопки Аскарлы, Сарыжал, Карауылтобе, Жуантобе, Барактыкан, Акбиик, Карамурын с абсолютной высотой 500—865 м. На юго-востоке расположены сопки Сарыжал, Кандыгатай, Жумагул, Каргалы, Желдикара и др. с абсолютной высотой 780—1090 м. В недрах имеются запасы золота, кобальта, никеля, кадмия, вольфрама, строительных материалов и др. Климат континентальный. Средние температуры января от −16 до −18°С, июля 20-22°С. Среднегодовое количество атмосферных осадков 200—300 мм. По территории района протекают pеки Шар и его левый приток Жарма, Кокпекты и Ащысу. В западной части множество озер. Самые крупные: Казылжан, Балыкшы, Шолактерек, Аксор, Талдыколь, Ащыколь, Карасор. На р. Шар построено водохранилище. Почвы чернозёмные, встречаются солонцы. Растут ковыль, полынь, типчак, овсец. Обитают бурый медведь, кабан, волк, лисица, корсак и др. Промышленные предприятия по добыче и производству цветных и редких металлов. Бокинский ГОК и рудники Акжол, Ауэзов, Бокинский, завод строительных материалов в Суыкбулаке. Основная отрасль сельского хозяйства — животноводство: разводят овец и коз, крупный рогатый скот, лошадей и свиней.

## История
Джарминский район Семипалатинского округа образован 17 января 1928 года из Чарской, частей Колбинской и Красно-Октябрьской волостей Усть-Каменогорского уезда, части Кокпектинской волости Зайсанского уезда и части Луначарской волости Семипалатинского уезда. Центр — посёлок при станции Джарма.
17 декабря 1930 года окружное деление ликвидировано и введено районное деление, в основу которого положены укрупнённые районы — части Жана-Семейского и Усть-Каменогорского районов присоединены к Джарминскому району, центром района утверждено село Георгиевка.
20 февраля 1932 года образована Восточно-Казахстанская область, в состав которой вошёл Джарминский район с центром в селе Георгиевка.
14 октября 1939 года Жарминский (Джарминский) район передан из Восточно-Казахстанской области в состав вновь образованной Семипалатинской области.
16 октября 1939 года из состава района во вновь образованный Чарский район выделены пять сельсоветов и Чарский поссовет.
2 января 1963 года в рамках административно-территориальной реформы образован Жарминский сельский район с центром в селе Георгиевка. В его состав из Чарского района переданы семь сельсоветов.
31 декабря 1964 года объединены Жарминский сельский и Чарский промышленный районы с центром в селе Георгиевка.
10 марта 1972 года из состава Жарминского района во вновь организованный Чарский район переданы четыре сельсовета и посёлок Ауэзов.
3 мая 1997 года Семипалатинская область упразднена, Жарминский район вошёл в состав Восточно-Казахстанской области.
23 мая 1997 года в состав Жарминского района вошла территория упразднённого Чарского района.

## Население
Национальный состав (на начало 2019 года):
- казахи — 35 103 чел. (92,26 %)
- русские — 2 229 чел. (5,86 %)
- немцы — 215 чел. (0,57 %)
- чеченцы — 143 чел. (0,38 %)
- татары — 131 чел. (0,34 %)
- украинцы — 81 чел. (0,21 %)
- узбеки — 44 чел. (0,12 %)
- другие — 102 чел. (0,27 %)
- Всего — 38 048 чел. (100,00 %)

## Административно-территориальное деление
Административно-территориальное деление района:
| Сельский округ/город/посёлок             | Население, чел. (2009) | Населённые пункты                                                                       |
| ---------------------------------------- | ---------------------- | --------------------------------------------------------------------------------------- |
| Акжальский сельский округ                | 576                    | село Акжал, село Боке                                                                   |
| Аршалинский сельский округ               | 581                    | аул Аршалы, аул Жарыктас                                                                |
| Ауэзовская поселковая администрация      | 2834                   | посёлок Ауэзов, село Солнечное                                                          |
| Бельтерекский сельский округ             | 813                    | село Белтерек, село 8 Марта, село Балыктыколь, село Карашокы                            |
| Бирликский сельский округ                | 823                    | село Бирлик                                                                             |
| Бирликшильский сельский округ            | 583                    | село Сулусары, аул Шымылдык                                                             |
| Божегурский сельский округ               | 915                    | село Салкынтобе, аул Каражал, село Укили                                                |
| Дельбегетейский сельский округ           | 498                    | село Конырбиик                                                                          |
| Жайминский сельский округ                | 463                    | село Жайма                                                                              |
| Жангизтобинская поселковая администрация | 4325                   | посёлок Жангизтобе, село Шуак, разъезд 10 км                                            |
| Жарминская поселковая администрация      | 1165                   | посёлок Жарма, село Каракойтас                                                          |
| Жарыкский сельский округ                 | 1234                   | село Жарык, село Малай                                                                  |
| Калбатауский сельский округ              | 12358                  | село Калбатау, аул Жанаозен, село Батыр Капай, село Ортабулак                           |
| Капанбулакский сельский округ            | 1011                   | село Капанбулак, село Балыктыколь, село Егинбулак, село Кызылжулдуз, станция Капанбулак |
| Карасуский сельский округ                | 820                    | село Киши Карасу, село Аскаралы                                                         |
| Каратобинский сельский округ             | 1316                   | аул Каратобе, аул Ади, аул Кентарлау                                                    |
| Кызылагашский сельский округ             | 823                    | село Кызылагаш, село Карасу                                                             |
| Суыкбулакская поселковая администрация   | 1436                   | посёлок Суыкбулак, село Дельбегетей                                                     |
| Теристанбалинский сельский округ         | 459                    | село Теристанбалы, село Узунжал                                                         |
| Ушбиикский сельский округ                | 1497                   | село Ушбиик, село Енрекей, разъезд 18 км                                                |
| Шалабаевский сельский округ              | 1189                   | село Шалабай, село Жанааул                                                              |
| Шарская городская администрация          | 9112                   | город Шар, село Кезенсу, село Кошек, село Сарыарка, село Суырлы                         |

## Достопримечательности
- мавзолей Баянбая Байыс-улы (1861—1924)